# آمادگاه شهید محسن غفوریان
آمادگاه شهید محسن غفوریان یک منطقهٔ مسکونی در ایران است که در دهستان حومه واقع شده‌است.